# Zdzisław Józef Groele
Zdzisław Józef Groele (ur. 27 października 1888 w Krakowie, zm. ?) – major saperów inżynier Wojska Polskiego.

## Życiorys
Był synem Adama Groele. W czasie służby w c. i k. armii awansował na kolejne stopnie w korpusie oficerów rezerwy piechoty ze starszeństwem: podporucznika (1 września 1915) i porucznika (1 listopada 1917). W latach 1916–1917 jego oddziałem macierzystym był batalion saperów nr 1, a później batalion saperów nr 49.
5 listopada 1918 roku został adiutantem batalionu uzupełniającego saperów w Krakowie. 2 lipca 1920 roku został dowódcą kompanii w VI batalionie saperów. 1 czerwca 1921 służył w dowództwie 6 Dywizji Piechoty, a jego oddziałem macierzystym był 5 pułku saperów w Krakowie. Następnie został dowódcą XXIII batalionu saperów w tym że 5 pułku saperów. W listopadzie 1922 został zatwierdzony na stanowisku komendanta kadry 5 pułku saperów. W 1924 roku został przeniesiony do Szefostwa Inżynierii i Saperów w Dowództwie Okręgu Korpusu Nr V w Krakowie. Następnie został wykładowcą w Doświadczalnym Centrum Wyszkolenia w Rembertowie. Z dniem 30 listopada 1929 został przeniesiony w stan spoczynku. W 1934, jako oficer stanu spoczynku pozostawał w ewidencji Powiatowej Komendy Uzupełnień Kraków Miasto. Posiadał przydział do Oficerskiej Kadry Okręgowej Nr V. Był wówczas „przewidziany do użycia w czasie wojny”.

## Awanse
- kapitan – ze starszeństwem z dniem 1 czerwca 1919
- major – ze starszeństwem z dniem 1 lipca 1925 lokata 7.

## Ordery i odznaczenia
- Krzyż Walecznych[13]
- Brązowy Medal Zasługi Wojskowej Signum Laudis z mieczami na wstążce Krzyża Zasługi Wojskowej (Austro-Węgry)[14]
- Srebrny Medal Waleczności 1 klasy (Austro-Węgry)[14]